# Дерть (Ровненская область)
Дерть (укр. Дерть) — село, входит в Кисоричский сельский совет Рокитновского района Ровненской области Украины.
Население по переписи 2001 года составляло 729 человек. Почтовый индекс — 34260. Телефонный код — 3635. Код КОАТУУ — 5625084402.

## Местный совет
34260, Ровненская обл., Рокитновский р-н, с. Кисоричи, ул. Центральная, 103а.